# 通用数据格式
通用数据格式（Common Data Format—CDF）是美国国家航空航天局（NASA）的国家空间科学数据中心（NSSDC）于1985年开始开发的一个库和工具箱。这个软件是多维数据集的存储和操纵的接口。

## 引用
1. ↑  . nasa.gov.   [2008-03-18]. （原始内容存档于2008-04-28）.
2. ↑  :  section 4.2 contains a comparison of CDF, HDF, and netCDF

本條目部分或全部内容出自以GFDL授權發佈的《自由線上電腦詞典》（FOLDOC）。